# Halfafzinkbaar platform

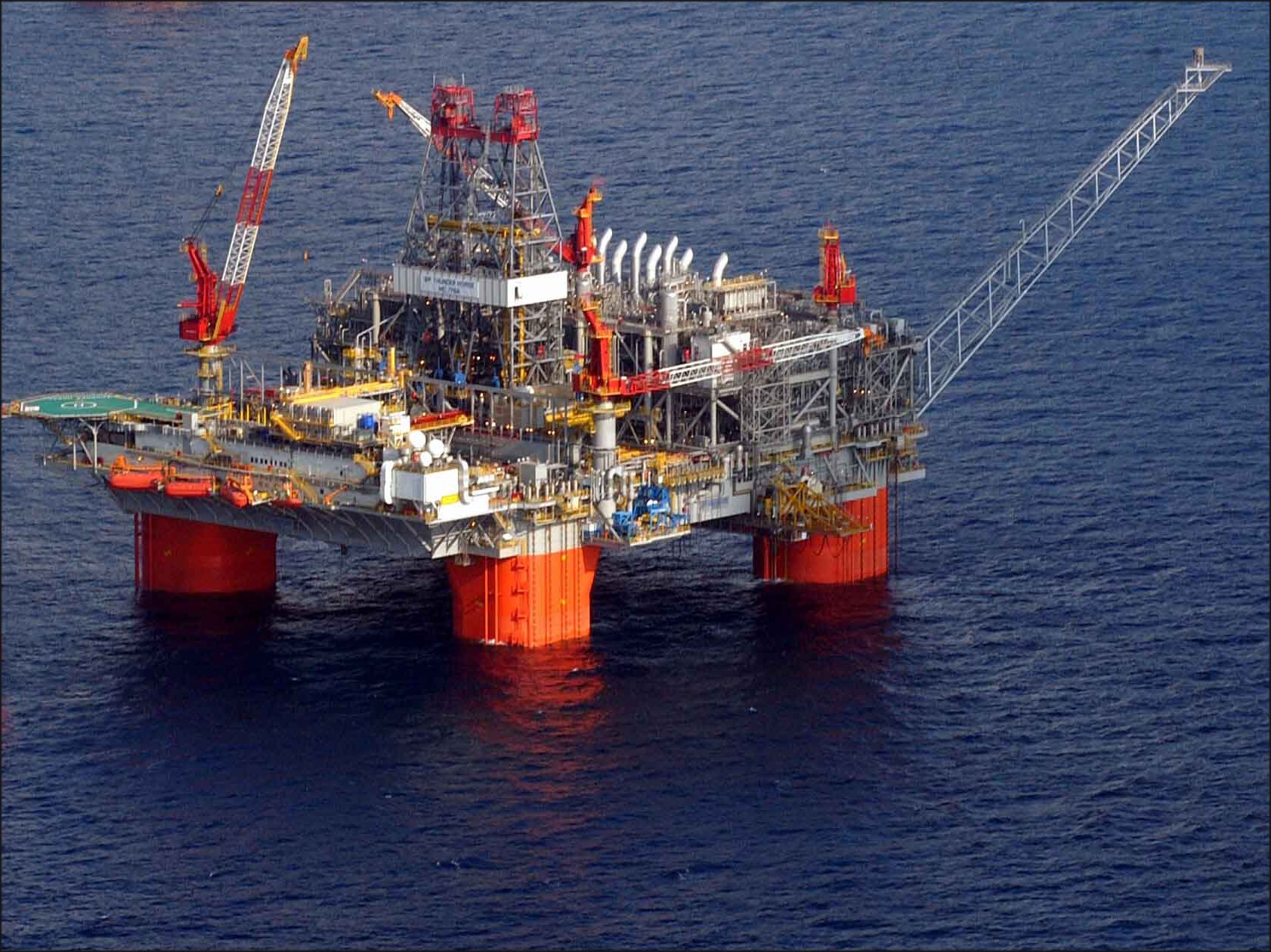
Thunder Horse naar GVA 40000-ontwerp is het grootste halfafzinkbare platform ter wereld

Een halfafzinkbaar platform (semi-submersible platform) is een speciaal soort halfafzinkbaar schip dat wordt gebruikt in de offshoretechniek. Dit werd in de jaren 1960 in de Golf van Mexico ontwikkeld. Het bestaat uit meerdere uit elkaar geplaatste pontons. Hierop zijn kolommen geplaatst met daarop het dek. Het wordt gebruikt als boorplatform, accommodatieplatform en als halfafzinkbaar productieplatform of FPU.
Door zover af te zinken dat de pontons onder water komen, wordt het effect van zeegang en deining verminderd doordat de eigenperiode van het platform ruim boven de meeste golfperiodes van het golfspectrum komt te liggen. Waar de eigenperiode van een ponton tussen de 5 en 6 seconden ligt en die van conventionele schepen tussen de 8 en 12 seconden, geldt voor veel halfafzinkbare platforms een waarde boven de 18 seconde. Dit is hoger dan zeegang en ook hoger dan veel deining. Dit maakt dat dit type platform kan werken in zware weersomstandigheden waar boorschepen veel meer last hebben van scheepsbewegingen. Dit heeft de semi populair gemaakt, ondanks de hogere bouwkosten.

## Constructie
Moderne semi's bestaan meestal uit twee pontons met op elk ponton twee tot vier kolommen en daarop een deckbox, een uit meerdere dekken bestaande afgesloten constructie. Deze rompvormige kokerbalkconstructie beschikt over reserverdrijfvermogen en draagt bij aan de structurele sterkte.
In veel gevallen zijn er horizontale buizen (bracings) aangebracht tussen de kolommen om de splijtkrachten op te vangen. Deze krachten treden op door de horizontale versnellingen van de golven en trekken de pontons uit elkaar.
De genoemde constructie geldt voor mobiele buitengaatse booreenheden (Mobile Offshore Drilling Units, MODU's). Deze beschikken over parallelle pontons om zo de vaarweerstand te verminderen. Bij Floating Production Systems (FPS) is dit niet relevant, zodat hier wel doorlopende pontons worden toegepast.
Deze platforms worden in positie gehouden door middel van ankers of een dynamisch positioneringssysteem.
Als een halfafzinkbaar platform naar een nieuwe locatie vaart, dan ontballast het tot de transitdiepgang waarbij alleen de pontons zich nog ten dele onder water bevinden. Bij deze diepgang is de vaarweerstand minimaal, zodat er een hogere snelheid kan worden bereikt tegen een lager brandstofverbruik.
| schrikken (surge) | > 100     |
| verzetten (sway)  | > 100     |
| dompen (heave)    | 20 - 50   |
| slingeren (roll)  | 30 -60    |
| stampen (pitch)   | 30 - 60   |
| gieren (yaw)      | > 50 - 60 |

### Zeegedrag
Eenmaal op locatie zal het afballasten naar de operationele diepgang waartoe het vele meters inzinkt tot de pontons zich ruim onder water bevinden. Dit vermindert de scheepsbewegingen sterk en verbetert daarmee het zeegedrag. Als een golftop het platform passeert, ondervindt het ponton daaronder een neerwaartse hydrodynamische kracht en de kolommen in de golven een opwaartse kracht. Bij een bepaalde golfperiode heffen deze krachten elkaar grotendeels op, zodat er nog maar weinig golfkrachten op het platform werken. Door het volume van de pontons onder water groot te maken ten opzichte van de waterlijn van de kolommen, worden de eigenperiodes voor de verticale bewegingen van dompen en stampen zo groot dat deze zich bevinden in het frequentiegebied waarin nog maar zeer weinig golfenergie is. Hiermee wordt voorkomen dat er resonantie optreedt. Elk ontwerp heeft zijn eigen karakteristiek en zeegedrag, wat kan worden weergegeven in de response amplitude operators (RAO's) voor slingeren, stampen en dompen.

### Stabiliteit
Doordat de pontons uit elkaar zijn geplaatst, ligt de stabiliteit relatief hoog ten opzichte van conventionele scheepsvormen. Door het verlies aan waterlijn vermindert de stabiliteit echter na het afzinken. Bij rechtliggend afzinken treedt er een plotselinge verandering van KM0 op zodra de pontons onder water komen. De waterlijn, waar de positie van het drukkingspunt BM0 van afhankelijk is, vermindert immers. Om deze reden zinken veel semi-subs altijd met een zekere trim af. Hierdoor verandert de waterlijn geleidelijk en de metacentrische hoogte daarmee ook. Dit is een zeer duidelijk voorbeeld van het verschil tussen de metacentrische hoogte voor rechtliggende schepen GM0 en de metacentrische hoogte voor schepen met slagzij GMφ.
Hiernaast is als voorbeeld een vooraanzicht van de Balder te zien op. De pontons verdwijnen bij rechtliggend schip bij 12 meter onder water. Dit is bij een deplacement van 66.481 ton. Op de plaatjes links is het deplacement 66.480 ton, rechts 66.481 ton. Voor de duidelijkheid is de slagzij ruim 9°, een extreme waarde voor dit type schepen.
Duidelijk te zien is de enorme afname van de rode lijn die de G'M0 weergeeft, een belangrijke maatstaf voor de stabiliteit. Dit is logisch; dit is op basis van het aanvangsmetacentrum, de metacentrische hoogte voor een rechtliggend schip. Bij een rechtliggend schip treedt er bij het inzinken van de pontons een enorme afname van de wateroppervlakte op. Als het schip echter een helling heeft, treedt die verandering niet op, zoals duidelijk te zien is bij de blauwe lijn die de GZ-kromme weergeeft, de stabiliteitsarm of richtende arm die een belangrijke maat is voor de stabiliteit van een schip met slagzij. De G'Mφ verandert daardoor niet. Als men zou rekenen met de G'M0 in plaats van de G'Mφ, dan zou de helling links veel kleiner zijn en rechts veel groter.

## Geschiedenis
De Shell-medewerker Bruce Collip wordt beschouwd als de uitvinder van het halfafzinkbare platform. Toen de boring zich naar steeds dieper water verplaatste in de Golf van Mexico, werden eerst booreilanden en jack-up rigs gebruikt. Later werden afzinkbare boorplatforms gebruikt die naar locatie werden gesleept en daarna afgezonken tot ze rusten op de zeebodem.
De eerste halfafzinkbare platform werd per toeval uitgevonden in 1961. Tijdens het verslepen van afzinkbare platforms werden deze ontballast om een minimale diepgang te verkrijgen. Tijdens slecht weer werd er echter wel deels ballastwater ingenomen, wat leidde tot een gunstig zeegedrag. Dit viel Bruce Collipp van Shell Oil op tijdens een reis met de Margaret van Odeco. Het paste goed in het R&D-programma dat Shell in 1955 was begonnen om technieken te ontwikkelen om op dieper water te kunnen boren.
Collipp begon met de evaluatie van acht ontwerpen, waarvan de ronde Donut en de driehoekige Trident getest werden. Het halfafzinkbare concept leek daarbij de beste balans te zijn tussen kosten, veiligheid en prestatie met daarbij de Trident als het beste ontwerp. Deze had drie kolommen van 40 voet (12 meter) diameter, geplaatst op 200 voet (61 meter) afstand. Het grootste deel van de massa van het platform bevond zich onder water. Het zou de basis vormen van heel wat latere ontwerpen.

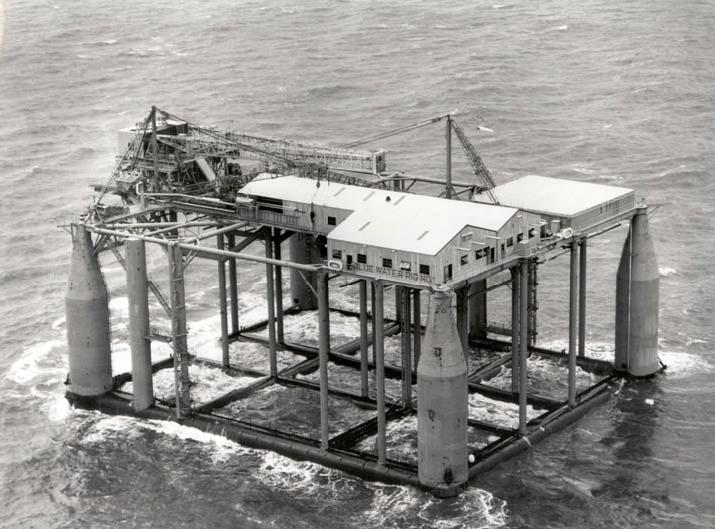
De Blue Water Rig No. 1. De flesvormige kolommen waren onderaan verbonden met een roosterpatroon van horizontale buisvormige delen in plaats van op pontons geplaatst

Omdat nieuwbouw echter te lang zou duren, werd er in 1960 voor gekozen een afzinkbaar boorplatform om te bouwen tot halfafzinker of semisubmersible. Dit werd de uit vier kolommen bestaande Blue Water Rig No. 1 van Blue Water Drilling Corporation, gebouwd in 1957, die in 1961-62 om werd gebouwd. Shell leasde het platform voor de toen ongekend lange tijd van vijf jaar, op voorwaarde dat het platform aangepast mocht worden en dat die aanpassingen geheim bleven. Voor Sam Lloyd van Blue Water was dit uitstekend, aangezien het platform daarvoor zo'n half jaar geen werk had gehad:
Do whatever you want with it. Paint it red and yellow if you have to.
De ombouw en de proefvaart daarna waren een succes en een belangrijke doorbraak die de olieindustrie lang had bezig gehouden:
For years, there have been three big secrets in the offshore oil business: (1) how much this or that company planned to bid for upcoming leases, (2) the geological data a company picked up from exploration holes and (3) what Shell Oil Co. was doing with its "Blue Water" drilling rig.
Collipp stelde:
you can see a whole new way of thinking in the offshore oil business. Unlike a few years ago, we're looking now at geology first, and then water depths.

### Hybride eerste generatie

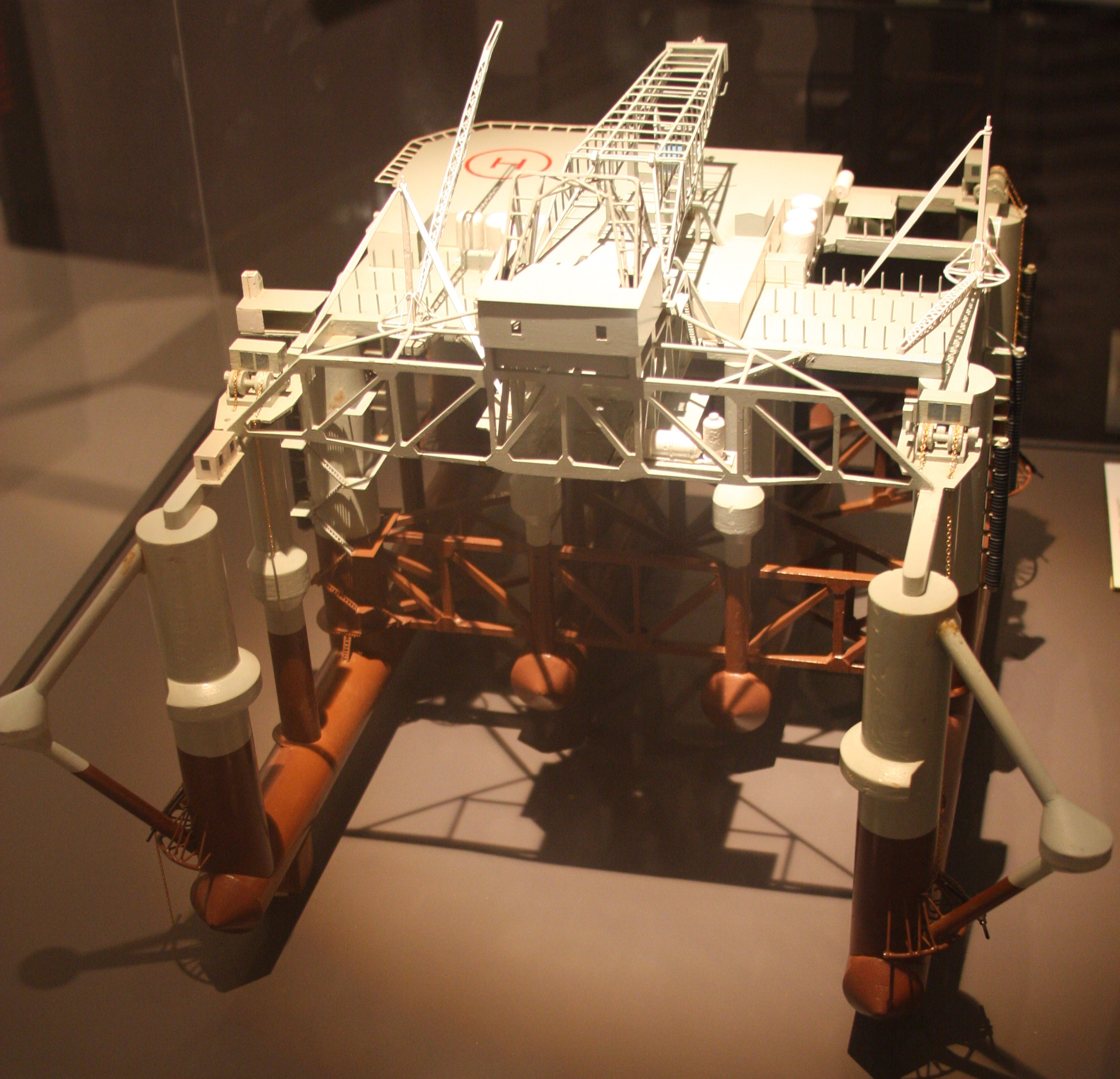
De Ocean Viking uit de Ocean Queen-serie, een multi-hull semi met vier parallelle pontons met daarop de kolommen die met vakwerkconstructies (truss) aan elkaar verbonden zijn. Het werkdek is laag en open en draagt nauwelijks bij aan de structurele sterkte en reservedrijfvermogen

Met de Blue Water Rig No. 1 begon de eerste generatie semi's, die tot zo'n 200 meter waterdiepte konden werken. In 1963 werd het eerste platform gebouwd dat bij nieuwbouw al halfafzinkbaar was, de Ocean Driller van Odeco, een jaar later gevolgd door zusterplatform Ocean Explorer. Deze hadden een opmerkelijk V-vormig ontwerp en waren ontworpen om zowel als afzinker en als halfafzinker te fungeren. Deze hybride vorm werd gevolgd door veel series uit de eerste generatie, waaronder de Ocean Queen-serie, de Sedco 135-serie en de Pentagone-serie. Hoewel Shell in 1963 met een drie weken durende Shell Course for Industry, Floating Drilling and Underwater Well Completions onder meer de techniek achter de semisubmersible gedeeld had met de concurrentie, werden nieuwe ontwerpen met veel geheimzinnigheid omgeven, zodat de eerste generatie veel uiteenlopende varianten kent waarvan geen enkele het halfafzinkbare concept optimaal gebruikt. Hoewel er van de Sedco 135-serie en de Pentagone-serie ook nog in de jaren 1970 enkele platforms werden gebouwd, was toen al de tweede generatie gearriveerd die verder ontwikkeld was. Bij de varianten van de eerste generatie kon onderscheid gemaakt worden tussen:
- multi-hull semi's
- multi-leg semi's

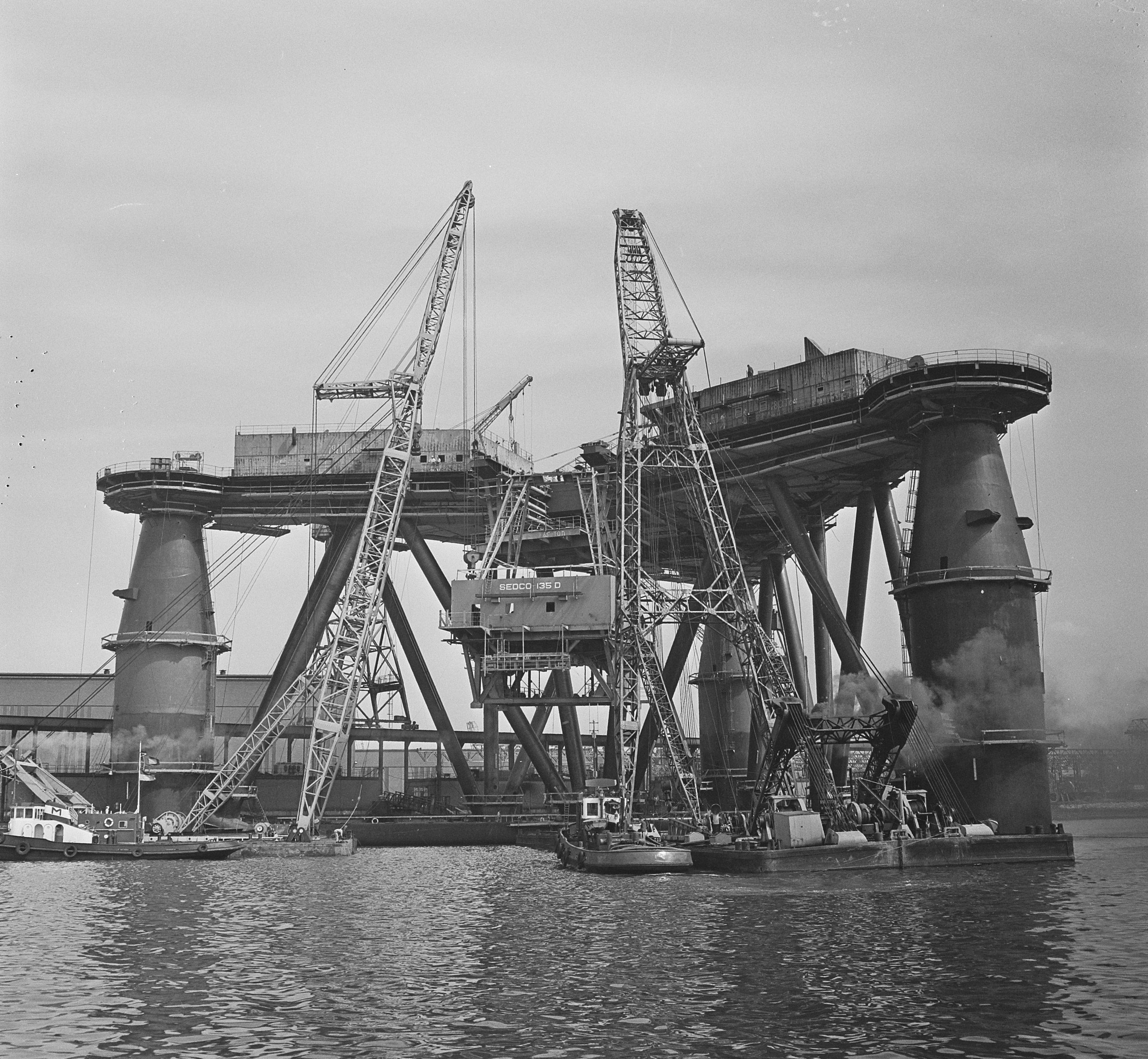
Bouw van de Sedco 135D bij de RDM. De Sedco 135-serie is een multi-leg zonder vakwerkconstructie, maar met diagonale en horizontale buizen (bracings) tussen de kolommen. De flessenvorm van de kolommen, waarbij de bovenzijde naar binnen toe liep, had als doel om de invloed van zeegang te verminderen op het moment dat het platform op de bodem stond. In drijvende toestand verminderde dit echter de dynamische stabiliteit en omdat de platforms vooral in dieper water werden gebruikt, werden deze kolommen vanaf de Sedco H recht gebouwd.

De Blue Water Rig No. 1 behoorde tot de eerste variant, net als de Ocean Driller-serie en Ocean Queen-serie van Odeco en de Staflo-serie van Shell. Dit type bestaat uit een aantal pontons, waarbij op elk ponton enkele kolommen staan die zo verbonden zijn.
Tot de tweede categorie behoorde de driehoekige Sedco 135-serie naar ontwerp van Friede & Goldman, de bijzondere Transworld Rig 61 naar ontwerp van Transworld Drilling en de Pentagone-serie naar ontwerp van Institut Français du Pétrole (IFP) en het Norrig-5-ontwerp van Ingenieursbureau Marcon, beide ontwerpen met vijf kolommen in pentagoonvorm. Deze kolommen of legs hebben onderaan elk een vergroting of voet om drijfvermogen te genereren, maar deze is niet zo groot als de pontons van het eerste type.
Onbekendheid met deze nieuwe rompvorm betekende ook een uitdaging voor stabiliteit en sterkte. Zo verging eind 1965 de Sedco 135B (Bruyard) al op de eerste sleepreis nadat het was gebroken. Daarbij vielen 13 doden, waaronder 4 Nederlanders van de sleper Willem Barendsz van Bureau Wijsmuller. Dit resulteerde in strengere stabiliteitseisen door American Bureau of Shipping (ABS) met de 1968 ABS Rules for Building and Classing Offshore Mobile Drilling Units, later uitgewerkt in de 1979 MODU-code. De in 1966 gebouwde Ocean Prince verging tijdens een storm in 1968 op de Noordzee terwijl het afgezonken op de zeebodem stond. Door de hoge golven werd het platform steeds opgetild om daarna weer op de zeebodem te storten. Daarbij ondersteunde de zeebodem het platform niet volledig, doordat de sterke getijstroom in dit gebied ontgronding rond de pontons tot gevolg had. De Alexander L. Kielland, een Pentagone-platform, verging in 1980 door een bezweken constructie. Daarbij kwamen 123 van de 212 bemanningsleden om het leven. De voor de Golf van Mexico ontworpen platforms bleken grote moeite te hebben met de omstandigheden op de Noordzee. De constructie was niet altijd de oorzaak van het vergaan, ook de aard van de werkzaamheden kon dit tot gevolg hebben. Zo werd de Sedco 135 afgezonken nadat het grote schade had opgelopen tijdens de blow-out van Ixtoc I in 1979 waarbij een van de grootste olievlekken uit de geschiedenis ontstond. Ook de Sedco 135C ging verloren door een blow-out in 1980.

### Pijpenleggers en kraanschepen

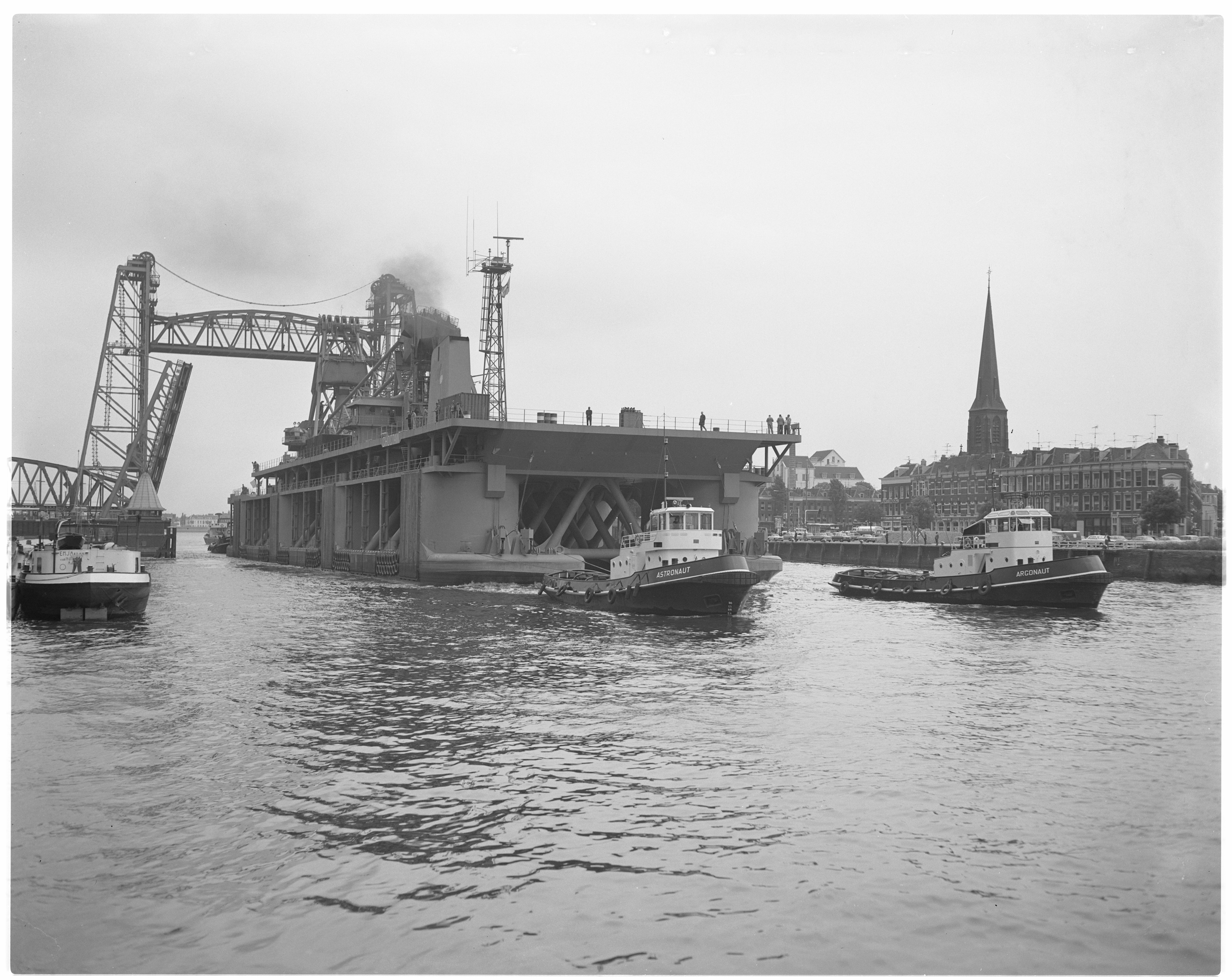
De Choctaw I passeert de Hefbrug en de Koninginnebrug tijdens het verhalen van Van der Giessen-de Noord naar IHC Gusto

Aan het einde van deze periode werd het halfafzinkbare concept ook buiten de boring gebruikt. Bechtel had halverwege de jaren 1960 al een studie gedaan voor Shell en was tot de conclusie gekomen dat het halfafzinkbare concept evenals J-lay voordelen bood voor onderzeese pijpleidingen. Het was Santa Fe dat het halfafzinkbare concept voor het eerst gebruikt voor pijpenleggers. In 1969 werd de op de Santa Fe Mariner 1 gebaseerde pijpenlegger en kraanschip Choctaw I gebouwd bij Van der Giessen-de Noord. De breedte was beperkt omdat het nog het Panamakanaal moest kunnen passeren, maar dit had nadelige gevolgen voor de stabiliteit, zodat het als kraanschip weinig succesvol was. Als pijpenlegger was het concept wel succesvol.

### Tweede generatie, multi-hull met twee pontons

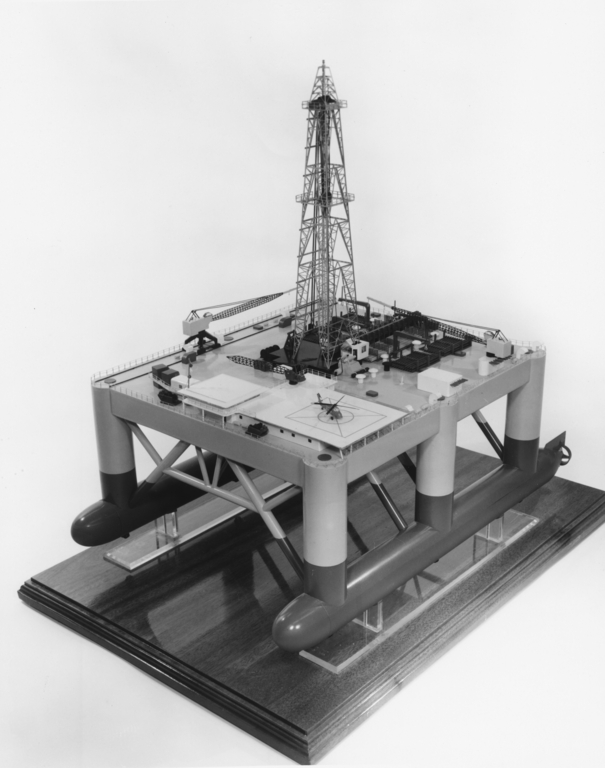
Hoewel nooit gebouwd, was het model dat Brown & Root ontwierp voor de tweede fase van Project Mohole een belangrijke stap richting de tweede generatie. Het werkdek is meer rompvormig, heeft reservedrijfvermogen en draagt met zijn kokerbalkconstructie bij aan de structurele sterkte. De vakwerkconstructie van eerdere platforms is vervangen door diagonale en horizontale buizen (bracings)

Begin jaren 1970 werden de eerste platforms van de tweede generatie gebouwd. In deze periode kwamen de eerste boorschepen op de markt die in staat waren om naast kernboring ook naar olie te boren en daarmee met hun grote draagvermogen concurrenten werden van de semi's. De nieuwe semi's kregen dan ook een groter draagvermogen en konden daardoor meer boorpijp meenemen en grotere ankerlieren gebruiken, zodat ze op dieper water konden boren. Vanaf dan werden alleen nog multi-hull semi's gebouwd, in toenemende mate met een deck box op de kolommen volgens de kokerbalkconstructie zoals al was toegepast in het ontwerp van de Mohole-semi. Het werkdek kreeg daarmee meer een rompvorm dan de eerdere platte dekken.

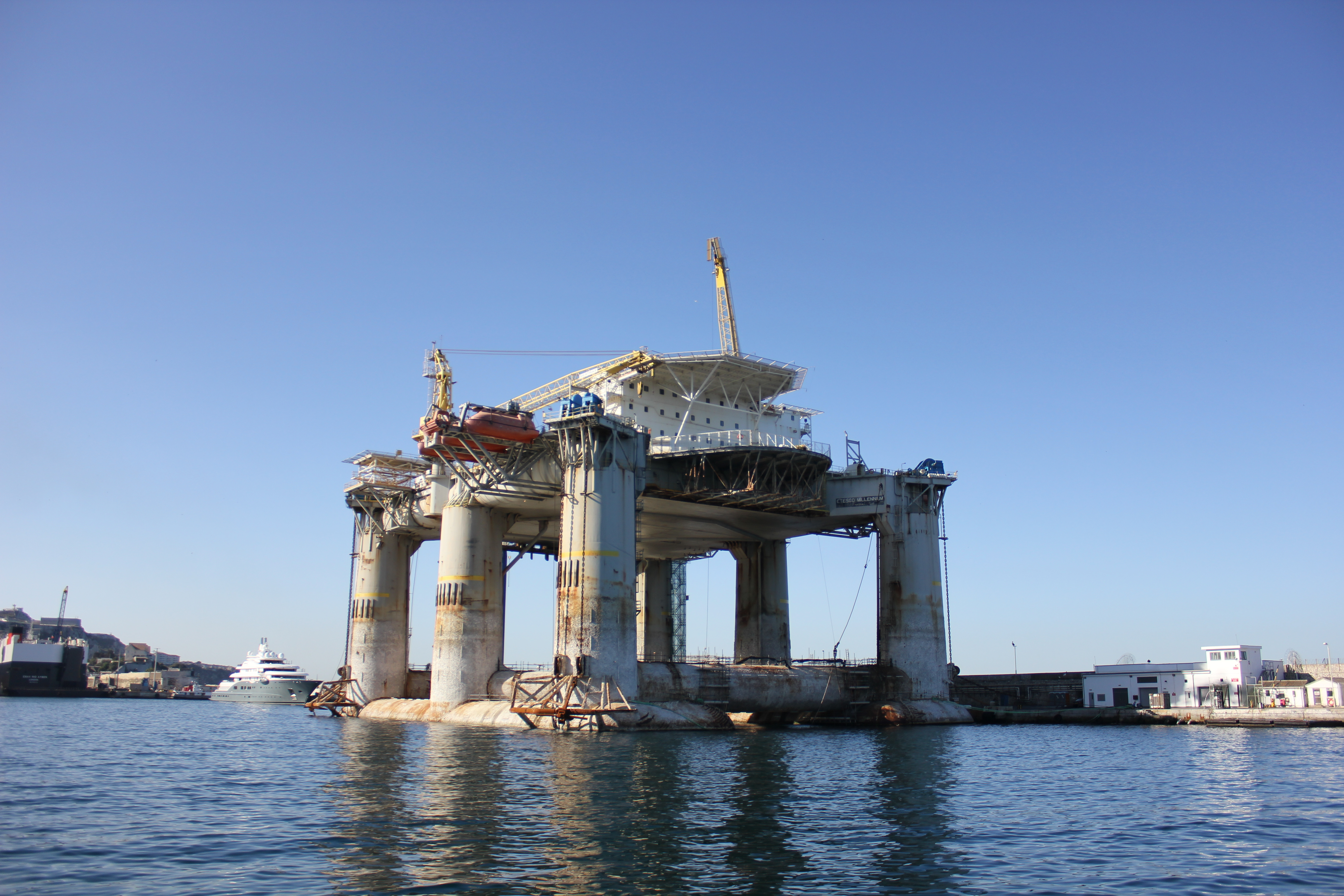
De Etesco Millennium, gebouwd als Penrod 75, waarbij diagonale bracings ontbreken

Een vroeg platform van de tweede generatie was de Ocean Victory. Deze serie had in plaats van de vakwerkconstructie van de vorige generatie diagonale en horizontale buizen (bracings) en ook zelf voortstuwing. Het had ook nog vier pontons, wat bij latere ontwerpen werd teruggebracht naar twee om het sleepgedrag te verbeteren. Bij enkele ontwerpen ontbraken de horizontale buizen, zoals bij het SCP III-Mark 2-ontwerp van de Chris Chenery. In veel gevallen werden deze later alsnog aangebracht omdat de splijtkrachten hoger lagen dan gedacht. De Penrod 70-serie had juist alleen horizontale bracings zonder de tot dan toe gebruikelijke diagonale bracings. Dit ontwerp was echter onvoldoende gedetailleerd, zodat ook hier problemen optraden en alsnog diagonale bracings werden geplaatst of het platform naar een mindere ruwe omgeving werd verplaatst.
De oliecrisis van 1973 maakte offshore aantrekkelijker doordat het de afhankelijkheid van het Midden-Oosten verminderde en doordat de sterke stijging van de olieprijs het rendabel maakte. Deze generatie kende dan ook een aantal zeer succesvolle ontwerpen. Van de Pacesetter van Friede & Goldman en van de Aker H-3 werden er tientallen gebouwd en ook de Sedco 700 vond ruime navolging. In 1977 was de Sedco 709 de eerste semi met een dynamisch positioneringssysteem. Veel platforms uit deze series werden later aangepast en dusdanig vergroot om meer draagvermogen te verkrijgen dat deze na ombouw wel tot de vierde generatie worden gerekend.
Van de tweede generatie was de grootste ramp het kapseizen van de Ocean Ranger tijdens een storm op 15 februari 1982 op de Atlantische Oceaan, 315 kilometer zuidoost van St. John's bij de Grand Banks, waarbij alle 84 bemanningsleden omkwamen.

### Productieplatforms
Naarmate de platforms van de eerste generatie het moeilijk kregen met de concurrentie van de tweede generatie, werden enkele omgebouwd van mobiele buitengaatse booreenheden (Mobile Offshore Drilling Units, MODU's) tot Floating Production System (FPS). Het Argyll-veld op de Noordzee was het eerste producerende olieveld op het Britse plat en was een complex reservoir. Van tevoren kon door die complexiteit niet bepaald worden hoeveel het zou produceren en daarom werd hier de Transworld Rig 58 omgebouwd tot halfafzinkbaar productieplatform. In 1975 was het daarmee als North Sea Pioneer de eerste in zijn soort. Het zou grote navolging krijgen, vooral van Petrobras dat een groot aantal velden met een FPS en een FPSO zou ontwikkelen. Deze opzet maakte het mogelijk om een veld snel te ontwikkelen, al voordat er een vast platform was geplaatst en voordat er infrastructuur als pijpeleidingen was gelegd.

### Pijpenleggers

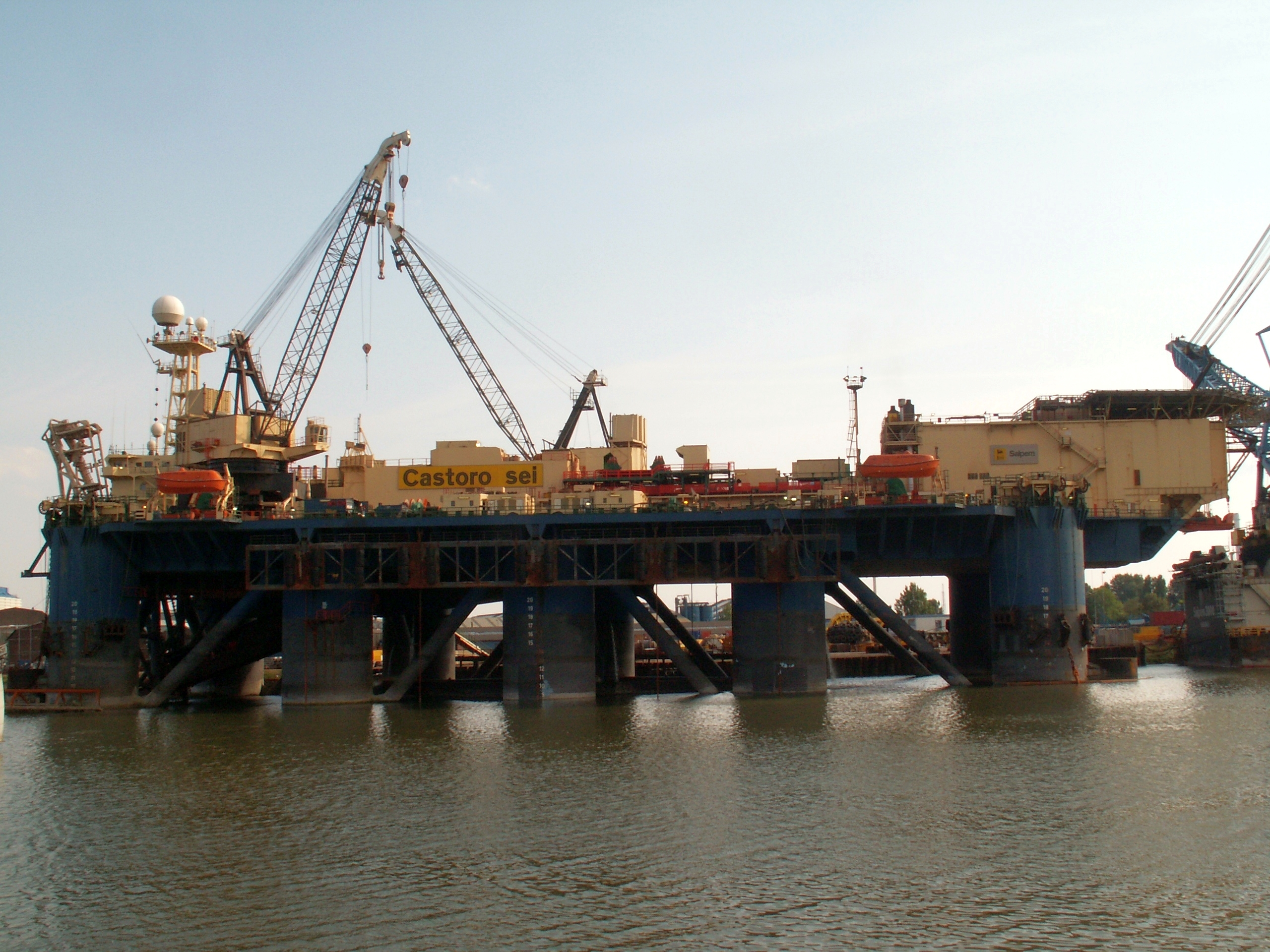
De pijpenlegger Castoro Sei

Afgezien van de boorsemi's werden er in deze periode naar het voorbeeld van de Choctaw I ook enkele pijpenlegsemi's gebouwd, zoals de Choctaw II, de Viking Piper, de Semac I en de Castoro Sei. De pijpenlegmarkt op de Noordzee werd tot dan toe gedomineerd door de pijpenlegpontons van Brown & Root. In 1974 had ook Brown & Root met Oceanic Contractors en Sedco als het consortium Bos Company een opdracht gegeven aan de RDM voor de bouw van een dergelijke halfafzinkbare pijpenlegger onder bouwnummer 339. De kosten van dit type pijpenlegger lagen echter aanmerkelijk hoger, zodat het consortium ontbonden werd voordat de BOS I gebouwd werd. Brown & Root ging alleen door en liet de BAR 347 bouwen. Dit was wederom een ponton, maar dan aanmerkelijk groter, zodat het op grotere waterdieptes kon werken. Al snel bleek het ten opzichte van de semi's te weinig competitief op de Noordzee en vertrok het naar de Golf van Mexico.

### Kraanschepen

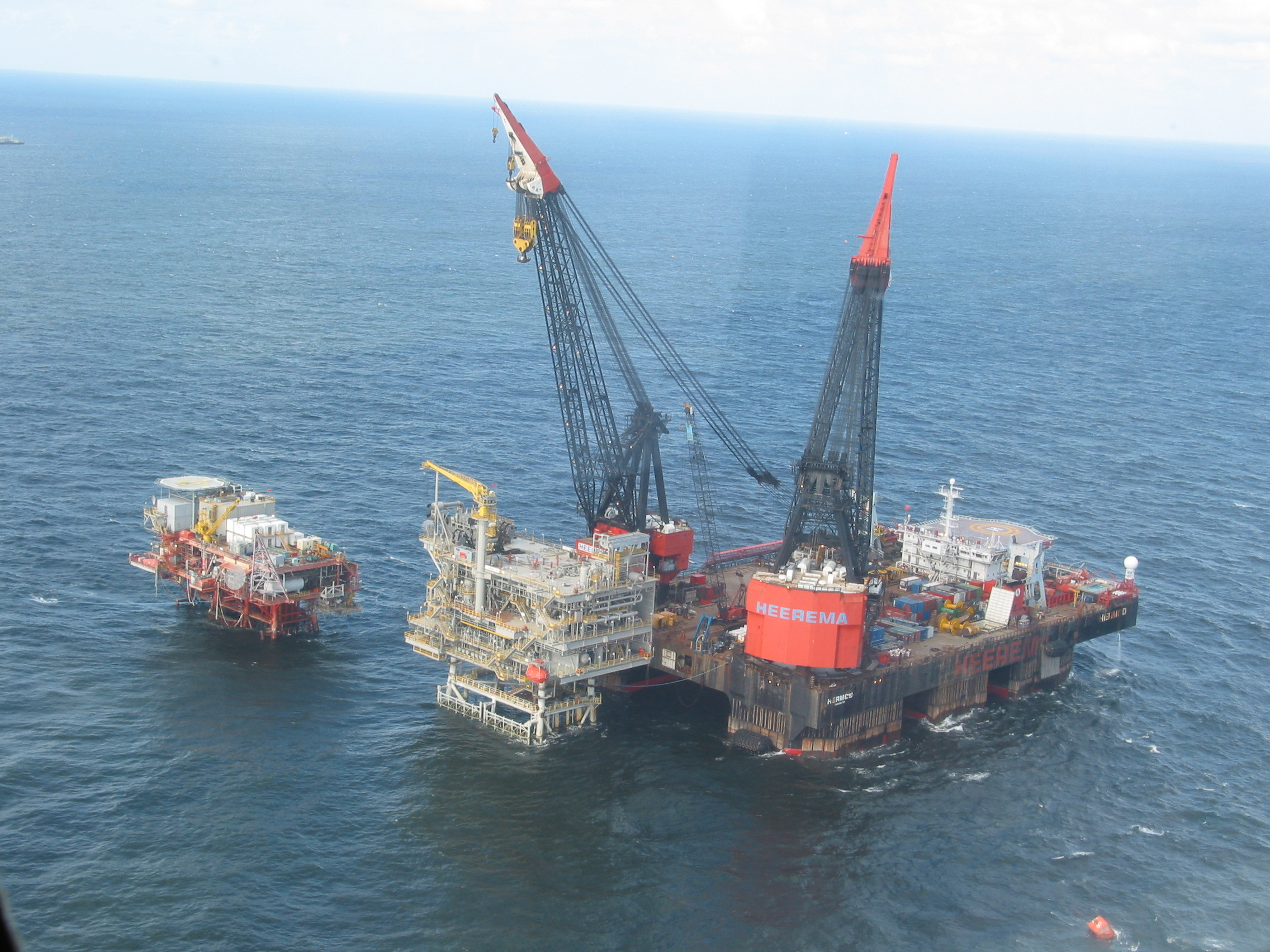
De Hermod. Gezien de zware hijsen die uitgevoerd moeten worden, hebben kraanschepen een grote stabiliteit nodig, zodat de kolommen aanmerkelijk groter waren dan tot dan gebruikelijk was bij boorsemi's

Daarnaast werden er ook enkele kraanschepen volgens het halfafzinkbare principe in de vaart gebracht. De met een enkele kraan van 2000 shortton uitgeruste Narwhal van NOC was de eerste, afgezien van bovenstaande gecombineerde pijpenleggers/kraanschepen. De grote omwenteling kwam toen Heerema in 1978 de Balder en de Hermod in de vaart bracht. Deze waren uitgerust met twee kranen, een van 2000 shortton en een van 3000 shortton. Met hun veel betere zeegedrag waren in een klap vrijwel alle enkelromps-kraanschepen verouderd voor de Noordzeemarkt en veel schepen vertrokken dan ook naar andere regio's, waaronder Mexico waar net het Cantarell-veld was ontdekt.

### Derde generatie
Begin jaren 1980 kwamen de ontwerpen van de derde generatie in de vaart. Hierbij waren de ervaringen met de Alexander L. Kielland en de Ocean Ranger verwerkt, terwijl ook het draagvermogen weer toenam, wat een aanmerkelijke stijging in bouwkosten met zich meebracht. Belangrijke ontwerpen van deze generatie waren Bingo 3000/4000, de Ocean Odyssey-serie (een verbeterde Ocean Ranger) en de Zapata Arctic naar het SS-4000-ontwerp. Zowel het aantal ontwerpen, als het aantal gebouwde platforms lag echter laag doordat de olieprijs in 1982 een langzame daling inzette, waardoor investeringen afnamen. Eind 1985 zette de olieprijs een scherpe daling in en dit bracht investeringen vrijwel tot stilstand. Al met al beslaat deze generatie maar enkele jaren en zeer weinig platforms.

### Vierde generatie

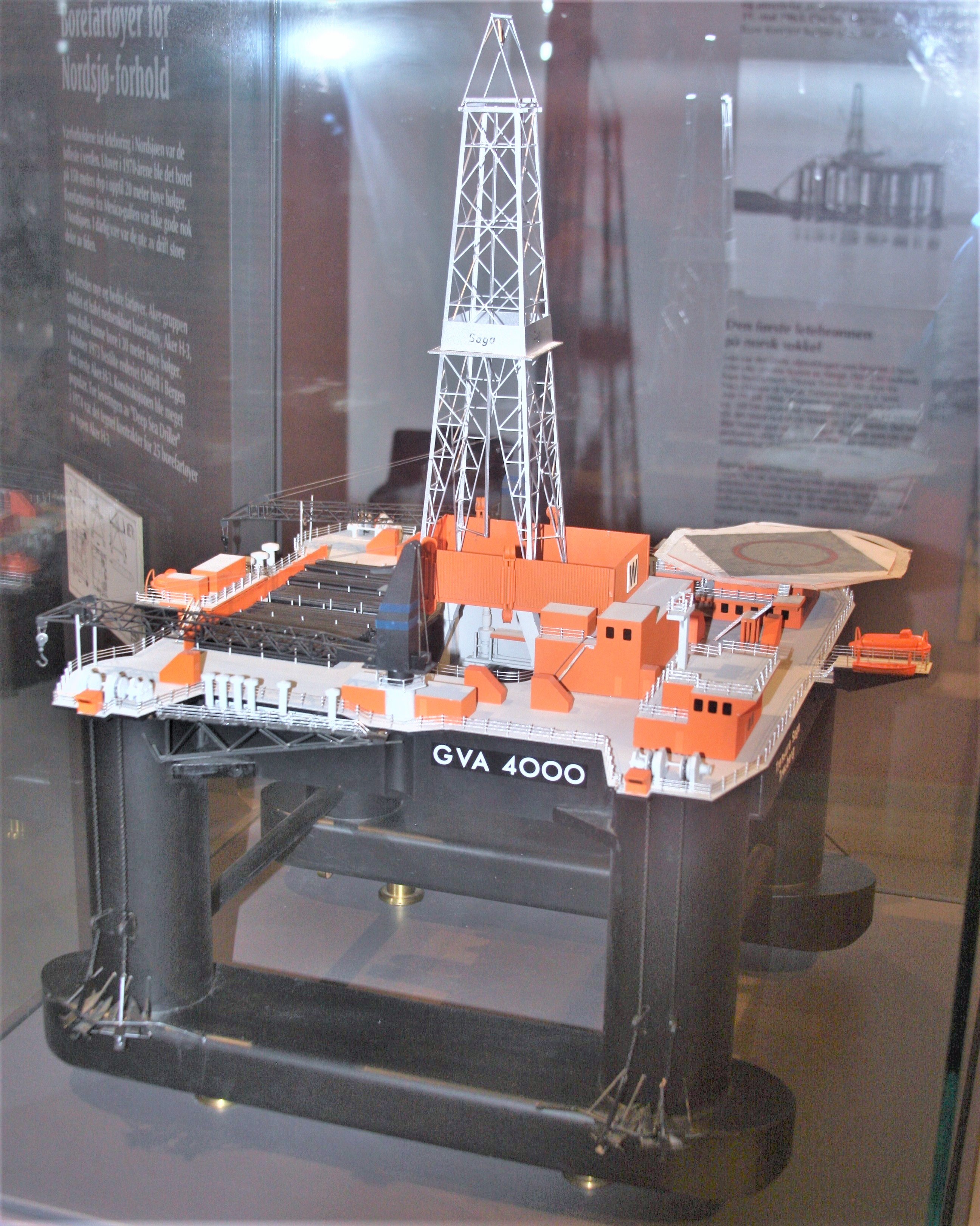
Model van de Treasure Saga, de eerste uit de GVA 4000-serie. In tegenstelling tot eerdere generaties heeft deze geen diagonale bracings meer, maar slechts twee horizontale bracings tussen de kolommen

De vierde generatie die vanaf halverwege de jaren 1980 werd ontworpen, was wederom groter. Daarnaast geldt dat deze ontwerpen eenvoudiger waren dan veel eerdere ontwerpen met slechts horizontale bracings tussen de kolommen. Waar dit bij de Penrod 70-serie nog problemen had opgeleverd, was dit nu door vooruitgang in de techniek geen probleem meer. De GVA 4000/4500 van GVA is hiervan een goed voorbeeld en was het meest succesvol. Deze generatie kent meer ontwerpen dan de derde, maar door de lage olieprijs zijn er ook hiervan maar weinig van gebouwd. Zo werden er van de Trendsetter-serie die Friede & Goldman als opvolger van de zeer succesvolle Pacesetter hadden ontworpen maar twee platforms gebouwd.
Ook werd in deze periode de eerste FPS nieuw gebouwd, de Balmoral FPV naar GVA 5000-ontwerp. Vanaf de jaren 1990 bewoog de offshore zich richting dieper water, waarbij de semi naast de FPSO, het tension-leg platform (TLP) en de spar een van de keuzes als productieplatform werd.

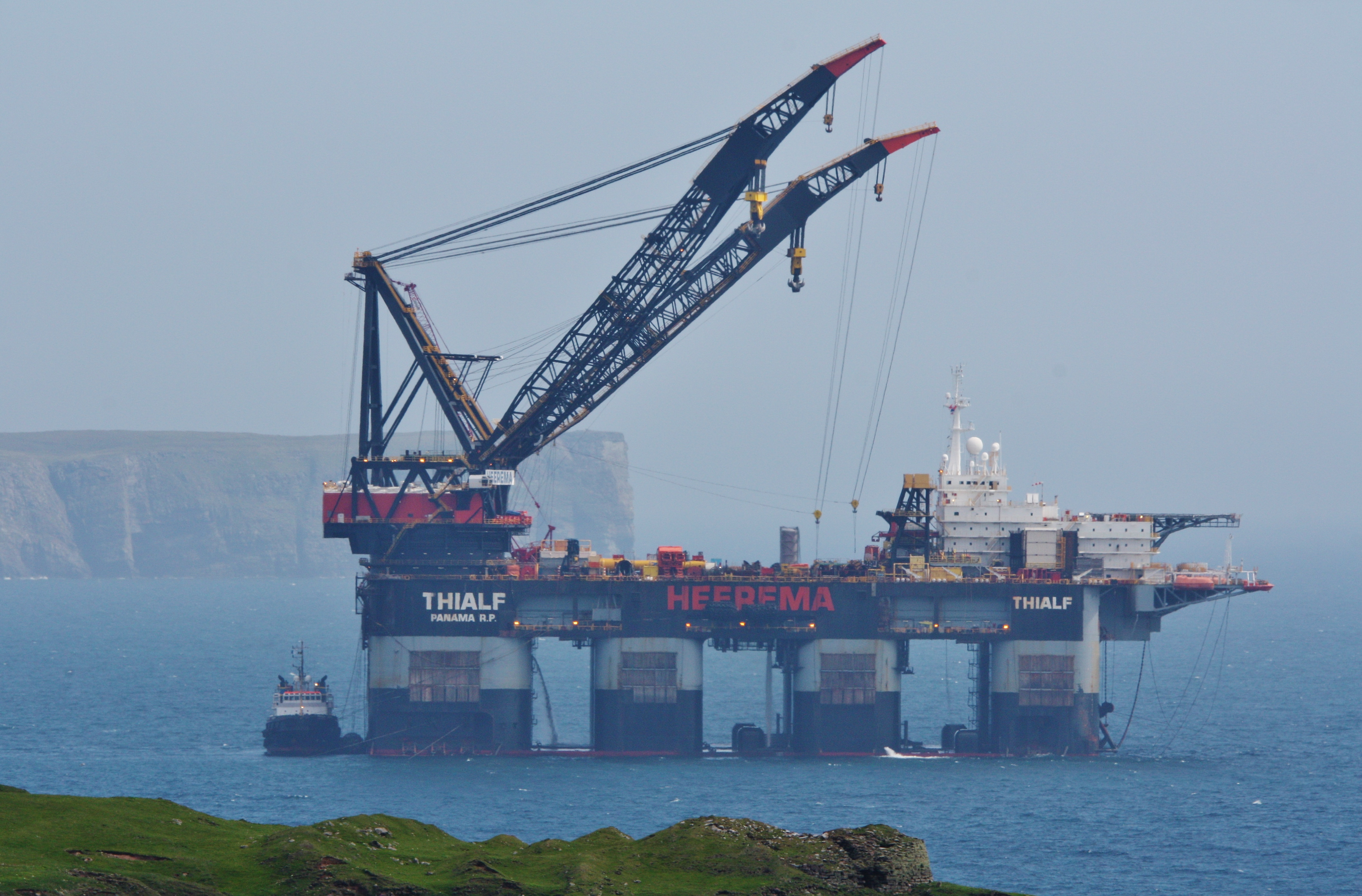
De Thialf, in de vaart gebracht als McDermott Derrick Barge No.102

Wel werden er in deze periode nog twee grote kraanschepen gebouwd als reactie op de Balder en Hermod. In 1985 kwam de McDermott Derrick Barge No.102 in de vaart en in 1987 de Micoperi 7000. Dit zouden drie decennia lang de grootste kraanschepen ter wereld blijven. In 1983 liet Brown & Root door GVA een ontwerp maken voor een halfafzinkbaar kraanschip met een totale capaciteit van meer dan 11.000 shortton. Nadat echter bekend werd dat McDermott en Micoperi vergelijkbare plannen hadden, trok Brown & Root zich hieruit terug.
Naast deze enorme kraanschepen werden ook enkele kleinere semi's gebouwd voor ondersteunende offshorewerkzaamheden, zoals reparaties, duiken en kleiner constructiewerk. De Regalia naar GVA 3000-ontwerp werd in 1985 opgeleverd en de Smit Semi 1 en Smit Semi 2 naar ontwerp van Marine Structure Consultants in respectievelijk 1987 en 1988.

### Vijfde generatie

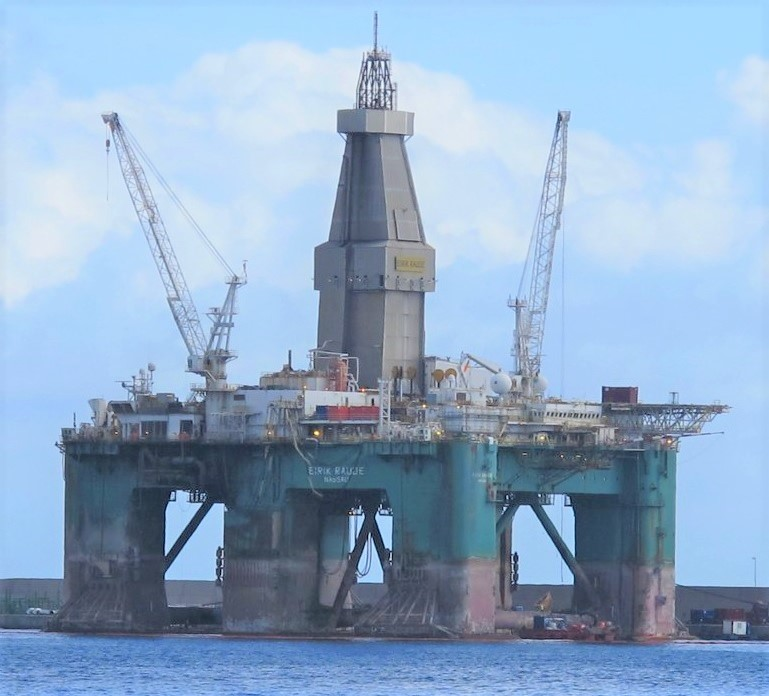
De Eirik Raude is speciaal ontworpen voor koude gebieden

Pas in 2000 kwamen de eerste ontwerpen van de vijfde generatie in de vaart, zoals de Deepwater Nautilus en de Deepwater Horizon van het RBS-8-ontwerp van Reading & Bates. De laatste kreeg in 2010 een blowout waarbij elf bemanningsleden omkwamen. Doordat de eruptieafsluiter (BOP) niet gesloten kon worden, resulteerde dit in de olieramp in de Golf van Mexico, de grootste milieuramp in de Amerikaanse geschiedenis.
Zoals de vierde generatie was ook hier de eenvoud doorgevoerd met ontwerpen met twee pontons met elk twee kolommen, zoals de RBS-8, de DSS van Keppel en MSC, de Millennium van Friede & Goldman. De Bingo 9000 van Ocean Engineering en de CS van Moss zijn semi's met twee pontons met elk drie kolommen.
Veel platforms van de vijfde generatie zijn uitgerust voor diep water met een dynamisch positioneringssysteem en hebben een gemechaniseerde en geautomatiseerde boorinstallatie.

### Zesde generatie

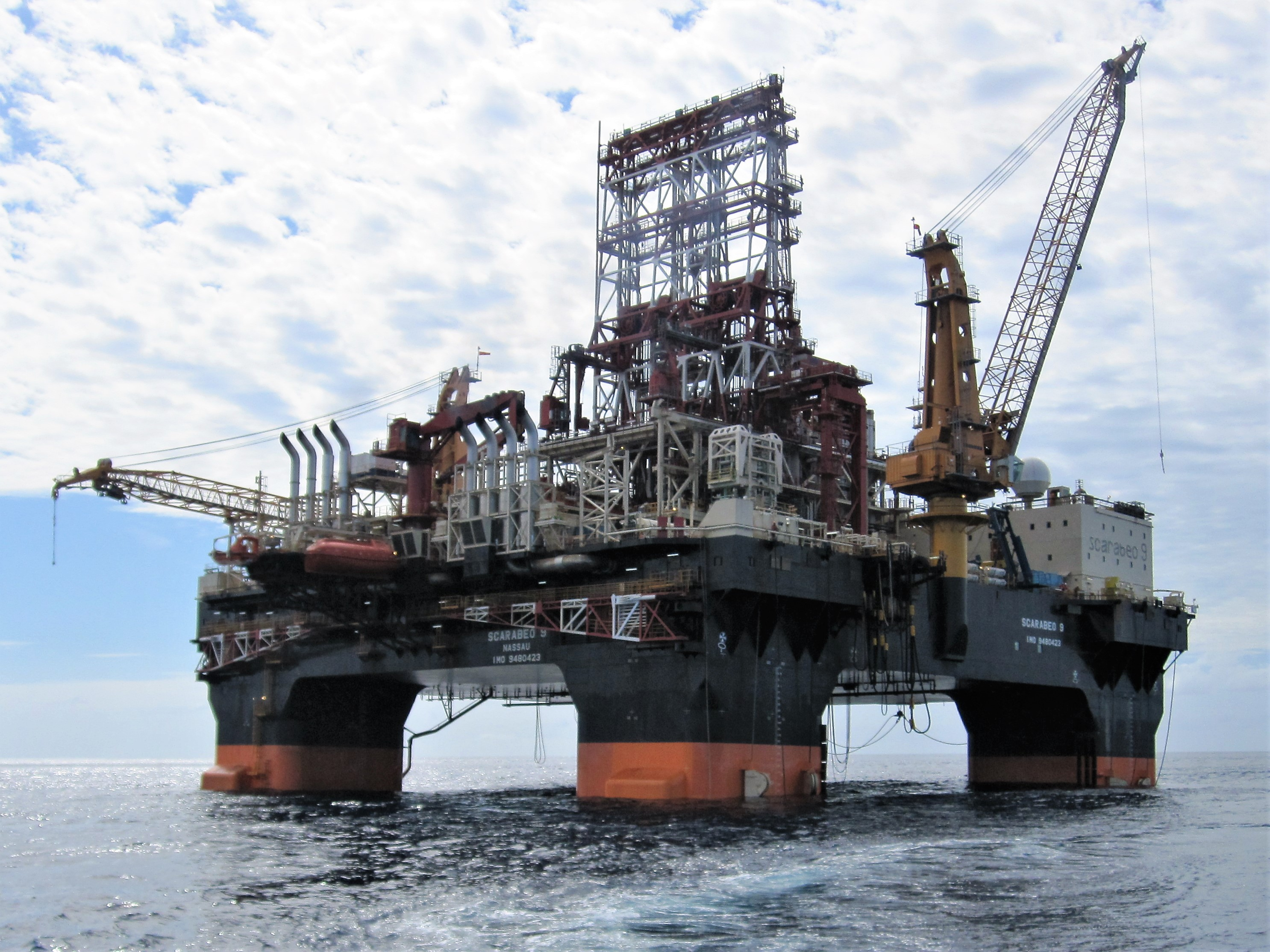
De Scarabeo 9 naar D90-ontwerp

De zesde generatie kan nog dieper boren tot waterdieptes van zo'n drie kilometer en boordieptes tot zo'n twaalf kilometer. Enkele ontwerpen ontwikkelden zich uit de eerdere generatie, zoals het Millennium-ontwerp tot de ExD-serie en ook de CS- en DSS-serie ontwikkelden zich zo. Nieuwe ontwerpen zijn de GVA 7500, de Ensco 8500, de Aker H-6 en de GM4000 van Global Maritime.
Naast deze MODU's werden tijdens deze periode ook enkele FPSen gebouwd, zoals voor het Visund-veld en de Troll C naar GVA 8000-ontwerp, Kristin naar GVA 12000-ontwerp, Åsgard B en Kristin naar GVA 21000-ontwerp, Atlantis naar GVA 27000-ontwerp, Thunder Horse naar GVA 40000-ontwerp en de GVA 33000 voor Jack/St Malo. De GVA 40000 is nog steeds het grootste halfafzinkbare platform ter wereld. In plaats van twee parallelle pontons hebben deze platforms doorlopende pontons. Voor mobiele platforms zou dit een te grote vaarweerstand opleveren, maar dat is voor deze productieplatforms geen probleem.

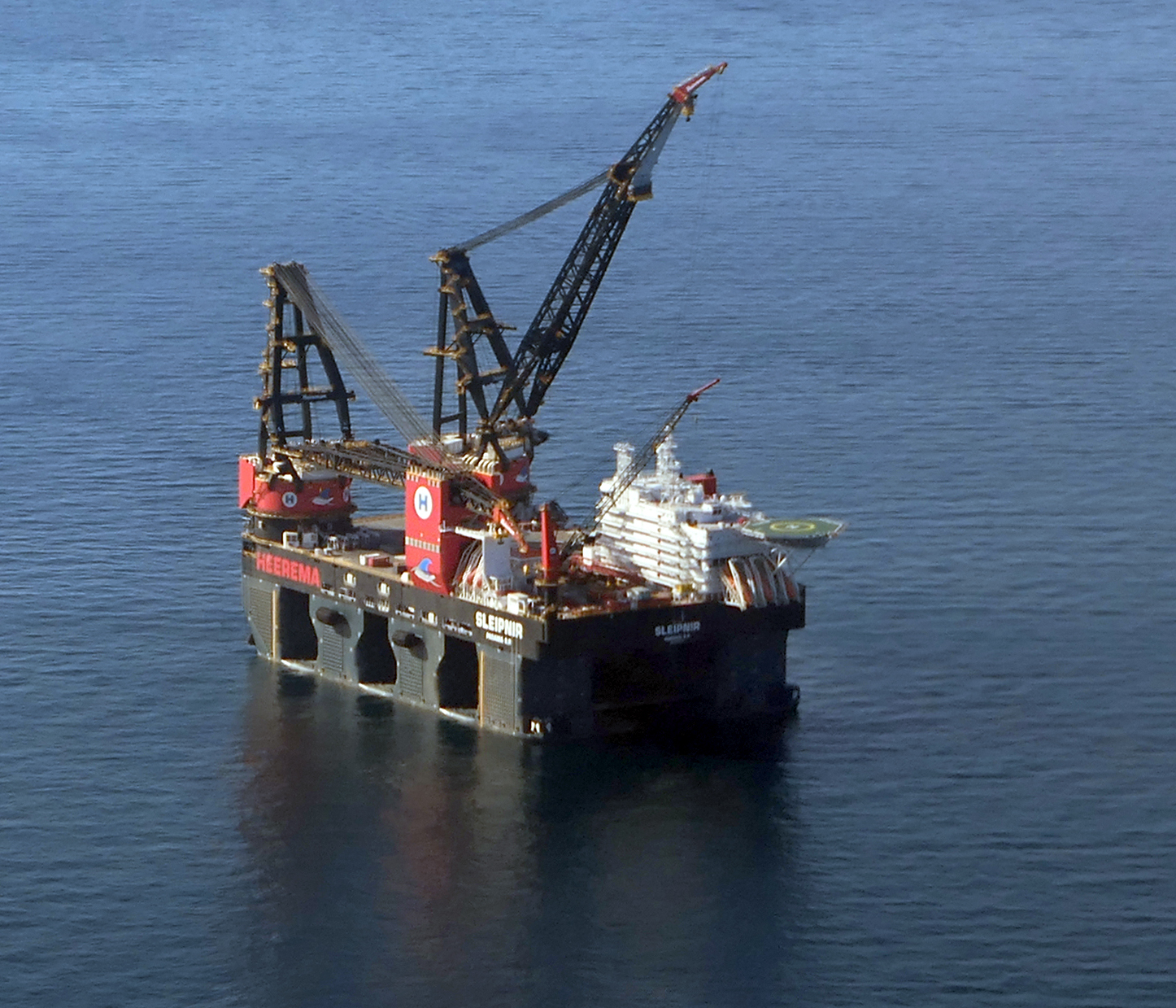
De Sleipnir

Nadat er lange tijd geen halfafzinkbare kraanschepen waren gebouwd, verscheen in 2019 de Sleipnir, een GVA 20000 die met een hijscapaciteit van 18.000 ton het record van de Thialf overnam.

## Generaties boorplatforms
Bij halfafzinkbare boorplatforms worden wel verschillende generaties onderscheiden.
| Generatie | Serie                | Ontwerp                        | Jaar | Waterdiepte | Boordiepte | Foto |
| --------- | -------------------- | ------------------------------ | ---- | ----------- | ---------- | ---- |
| 1e        | Blue Water           | Friede & Goldman               | 1962 |             |            |      |
| 1e        | Ocean Driller        | Odeco                          | 1963 |             |            |      |
| 1e        | Ocean Queen          | Odeco                          | 1965 |             |            |      |
| 1e        | Sedco 135            | Friede & Goldman               | 1965 | 600 ft      |            |      |
| 1e        | Transworld Rig 58    | Kerr-McGee                     | 1966 | 600 ft      |            |      |
| 1e        | Staflo               | BIPM / Breit                   | 1967 |             |            |      |
| 1e        | Mariner              | Santa Fe                       | 1968 |             |            |      |
| 1e        | Pentagone            | Institut Français du Pétrole   | 1969 |             |            |      |
|           | Transworld Rig 61    | Kerr-McGee                     | 1970 |             |            |      |
| 1e        | Norrig-5             | Marcon                         | 1973 |             |            |      |
| 2e        | Ocean Victory        | Odeco                          | 1972 |             |            |      |
| 2e        | Pacesetter (SS-2000) | Friede & Goldman               | 1973 |             |            |      |
| 2e        | Century              | Korkut                         | 1973 |             |            |      |
| 2e        | Zephyr               | Breit                          | 1973 |             |            |      |
| 2e        | Penrod 70            | Harry Reinecke                 | 1973 |             |            |      |
| 2e        | Sedco 700            | Earl and Wright                | 1974 |             |            |      |
| 2e        | SCP III-Mark 2       | The Offshore Company           | 1974 |             |            |      |
| 2e        | Aker H-3             | Aker                           | 1974 | 1000 ft     | 20.000 ft  |      |
| 2e        | SS-3000              | Zapata                         | 1974 |             |            |      |
| 2e        | New Era              | Korkut                         | 1974 |             |            |      |
| 2e        | Pat Rutherford Sr.   | Bethlehem Steel                | 1974 |             |            |      |
| 2e        | MD-500               | Mitsubishi Heavy Industries    | 1974 | 1500 ft     |            |      |
| 2e/3e     | Ocean Ranger         | Odeco                          | 1976 |             |            |      |
| 2e        | Rowan Midland        | Earl and Wright                | 1976 |             |            |      |
| 2e        | Southern Cross       | Santa Fe                       | 1976 | 1500 ft     | 25.000 ft  |      |
| 3e        | Bingo 3000           | Trosvik / Maritime Engineering | 1982 | 1500 ft     | 20.000 ft  |      |
| 3e        | Ocean Odyssey        | Odeco                          | 1982 |             |            |      |
| 2e        | TH 2800              | CFEM                           | 1983 | 1650 ft     | 25.000 ft  |      |
| 3e        | Sedco 600            | Earl and Wright                | 1983 |             |            |      |
| 4e        | GVA 4000             | GVA                            | 1983 |             |            |      |
| 3e        | SS-4000              | Zapata                         | 1984 | 2000 ft     | 25.000 ft  |      |
| 4e        | Kan Tan 3            | Shanghai Hudong                | 1984 |             |            |      |
| 4e        | MD-602               | Mitsubishi Heavy Industries    | 1984 | 1500 ft     |            |      |
| 4e        | SES-5000             | Sonat / Mitsui                 | 1985 | 2000 ft     | 30.000 ft  |      |
| 4e        | Polar Pioneer        | Sonat / Hitachi                | 1985 |             |            |      |
| 4e        | Trendsetter          | Friede & Goldman               | 1986 |             |            |      |
| 4e        | Yatzy                | Dyvi                           | 1986 |             |            |      |
| 4e        | Vision               | Maritime Engineering / Smedvig | 1986 |             |            |      |
| 4e        | Marosso 56           | Marotec                        | 1986 | 1650 ft     | 25.000 ft  |      |
| 4e        | Aker H-4.2           | Aker                           | 1987 | 2000 ft     | 25.000 ft  |      |
| 4e        | Amethyst             | De Hoop / Workships            | 1987 |             |            |      |
| 4e        | ME 4500              | Maritime Engineering           | 1990 |             |            |      |
|           | EVA-4000             | Kerr-McGee / Noble             | 1998 |             |            |      |
| 4e        | Bingo 8000           |                                | 1999 |             |            |      |
| 4e        | Megathyst            | De Hoop / Workships            | 2000 | 5000 ft     | 20.000 ft  |      |
| 5e        | SFXpress 2000        | MSC                            | 2000 | 7500 ft     | 25.000 ft  |      |
| 5e        | RBS-8                | Reading & Bates                | 2000 |             |            |      |
| 5e        | Ensco 7500           | Ensco                          | 2000 | 7500 ft     | 30.000 ft  |      |
| 5e/6e     | CS                   | Moss                           | 2000 |             |            |      |
| 5e        | Bingo 9000           | Ocean Engineering              | 2001 |             |            |      |
| 5e/6e     | DSS                  | Keppel / MSC                   | 2003 |             |            |      |
| 5e/6e     | ExD Millennium       | Friede & Goldman               | 2005 |             |            |      |
| 6e        | GVA 7500             | GVA                            | 2008 |             |            |      |
| 6e        | Ensco 8500           | Ensco                          | 2008 | 8500 ft     | 35.000 ft  |      |
| 6e        | Aker H-6             | Aker                           | 2009 | 10.000 ft   | 30.000 ft  |      |
| 6e        | TDS                  | GustoMSC                       | 2009 |             |            |      |
| 6e        | GM4000               | Global Maritime                | 2010 |             |            |      |
| 6e        | D90                  | Frigstad                       | 2011 |             |            |      |
| 6e        | BT                   | Bassoe                         | 2013 |             |            |      |
| 6e        | Ocean                | GustoMSC                       | 2015 |             |            |      |